# Rue Robert-Le-Coin
La rue Robert-Le-Coin est une voie du 16e arrondissement de Paris, en France.

## Situation et accès
La rue Robert-Le-Coin est une voie privée dans le 16e arrondissement de Paris. Elle débute au 60, rue du Ranelagh et se termine en impasse.

## Origine du nom

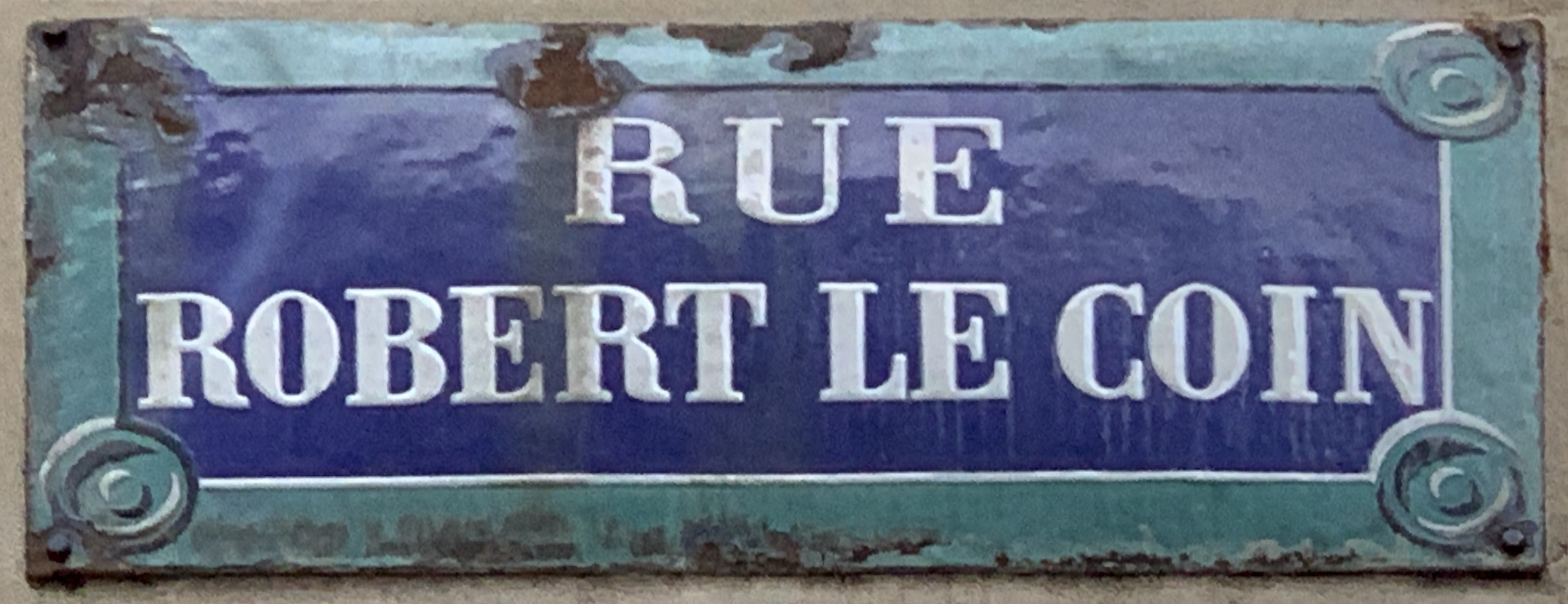
Plaque de la rue.

La rue tire son nom du fils d'un ancien propriétaire local.

## Historique
Cette voie est ouverte sous sa dénomination actuelle en 1900.
Voie privée à l'origine non clôturée, une grille est construite à son entrée en 2023.
La voie est aujourd'hui interdite à la circulation, elle est entièrement pavée et bordée de parterres de fleurs côté gauche en entrant depuis la rue du Ranelagh.